# 신문박물관
신문 박물관(新聞博物館)은 대한민국서울 광화문에 있는 박물관이다. 일민미술관 5, 6층에 있으며 신문 역사관과 기획 전시관, 미디어 영상관으로 구성되어 있다. 그날 그날의 기록에 충실했던 신문이 오늘날에 와서 역사가 되고 미래의 지표가 되는 과정을 체험하는 공간이다.
신문박물관 PRESSEUM은 한성순보 창간(1883년)이래 한국 신문 130년의 역사를 한눈에 조망해 보는 박물관이다. 신문박물관은 세기의 경계를 지나던 2000년에 동아일보사가 한국 신문의 역사를 성찰하고 그 교훈을 통해 미래를 내다보고자 동아일보 미디어센터에 개관했다. 이어 2012년 10월, 한국 신문의 구심점이었던 현재의 건축물로 이전했다.

## 정보
- 관람시간 : 화요일~일요일 10:00 ~ 18:30 (매표마감 오후 6시) *일민미술관 기획전 기간 30분 연장 운영
- 휴일 : 월요일, 설날연휴, 추석연휴, 봄ㆍ가을 정기 휴관(3, 9월 첫째주 월 ~ 다음주 월)
- 층별안내 : 일민미술관 내 지상 5~6층
- 홈페이지 : http://presseum.or.kr/ 보관됨 2021-04-19 - 웨이백 머신
- 공식 인스타그램 : https://www.instagram.com/presseum/

## 같이 보기
- 일민미술관
- 서울특별시의 박물관과 미술관 목록
- 대한민국의 박물관과 미술관 목록

## 참고 자료
본 문서에는 서울특별시에서 지식공유 프로젝트를 통해 퍼블릭 도메인으로 공개한 저작물을 기초로 작성된 내용이 포함되어 있습니다.